# فتح‌آباد (بخش مرکزی نیشابور)
فتح‌آباد یک روستا در ایران است که در دهستان درب قاضی شهرستان نیشابور واقع شده‌است.